# 地下忍者
《地下忍者》是花澤健吾所創作的日本漫畫，開始連載於《週刊Young Magazine》2018年第34號。改編電視動畫於2023年10月首播，由手塚製作公司擔任動畫製作。真人電影於2025年1月24日上映。

## 故事

### 設定
第二次世界大戰後，日本因為戰敗而必須將忍者組織廢除，然而仍有為數20萬的忍者隱藏在現代日本社會的各個角落，執行各種暗殺或秘密任務。這些忍者使用的忍術並非超能力或魔法，而是光學迷彩服和電擊棒等科技製品。

### 劇情大綱
主角雲隱九郎是最低階的忍者，在歷經長期失業後，接下滲透進講談高中的任務。在他正式潛入前，有位渴望成為忍者的俄羅斯人來到日本，並誤以為只要切除三根陰莖就能成為忍者，進而在地方引發騷動。九郎派高中生吉田去探聽此事，並輾轉擊敗了那名俄羅斯人，以佐佐魔為首的三位忍者讓俄羅斯人成為同夥。在上司加藤的協助下，九郎潛入講談高中，和此前潛入的三名忍者會合。擊敗敵對小組後，九郎和對方的首領打成平手。

## 角色列表
雲隱九郎（聲：坂泰斗）
过着和啃老族一样生活的基层忍者，云隐一族的后裔。被赋予某种重大的“忍务”。行為模式看似眼神散漫且十分厭世，但卻有深不見底的觀察跟行動力，對於忍術道具使用也很得心應手。
加藤（聲：新垣樽助）
作为快递员潜伏的忍者，似乎是职业的（中忍以上）。给九郎带来“忍务”，算是他的直屬上司，進行忍务時個性會變得十分嚴厲，曾培育出十分優秀的下屬女忍-鬼首，並伺機潛伏為他所用。
日比奇跡（聲：畠中祐）
九郎的忍术学校时代的同学，对他有仇恨的样子。臉上有很明顯的傷疤，透過易容術讓外觀看似跟常人沒有兩樣，本身擁有異常耐電的體質。
鈴木（聲：種崎敦美）
作为编辑潜伏的女忍者，担任历史小说家吉田昭和的编辑，看似高冷的大美女但卻喜歡有體味的老年男性。忍术学校时代與鬼首是競爭關係。
蜂谷紫音（聲：山下大輝）
总是抱着布娃娃看似人畜無害的可愛青年。實則為“第二种房中术”技术者，色誘的同時也有犧牲色誘對象的冷酷想法，本身為所屬組織-NIN最高幹部七人眾之一「多羅」的孫子。
鬼首（聲：瀬戸麻沙美）
加藤的部下，主要從事海外的忍務，全身都被透明化的裝備給遮住，旁人難以察覺其存在，忍术学校时代與鈴木是競爭關係。
瑛太（聲：内田修一）
講談高中的學生，姓氏不詳。
野口（聲：德井青空）
瑛太從小學、國中的青梅竹馬，金髮碧眼的女學生。
山田美月（聲：内田彩）
瑛太的夢中情人，看似天真無邪，但實則為NIN的敵對組織-UN所培養的暗殺忍者，擁有與清純外表不同的強大體術。
川户愛（聲：安济知佳）
美麗的年輕女子，留著黑色短髮，九郎所住公寓的居民。在风俗店工作，在家里基本上都是醉醺醺的，九郎轉入講談高中時很爽朗的答應當他名義上的監護人。
佐藤（聲：森山由梨佳）
九郎轉入講談高中時的同班同學，姓氏不詳，本身只是普通人卻莫名捲入忍者團體之間鬥爭的倒楣蛋，曾被九郎偷偷潛入臥室多次後反而開始在意他，同時也知悉了一些忍者團體內的黑幕。

## 出版書籍
| 卷數 | 講談社        | 講談社                 | 尖端出版       | 尖端出版              |
| 卷數 | 發售日期      | ISBN                   | 發售日期       | ISBN                  |
| ---- | ------------- | ---------------------- | -------------- | --------------------- |
| 1    | 2019年2月6日  | ISBN 978-4-06-514569-2 | 2020年8月14日  | ISBN 978-957-108987-4 |
| 2    | 2019年8月6日  | ISBN 978-4-06-516733-5 | 2021年1月5日   | ISBN 978-957-109253-9 |
| 3    | 2020年2月6日  | ISBN 978-4-06-518477-6 | 2022年3月11日  | ISBN 978-626-316542-7 |
| 4    | 2020年9月4日  | ISBN 978-4-06-520682-9 | 2022年5月13日  | ISBN 978-626-316814-5 |
| 5    | 2021年3月5日  | ISBN 978-4-06-522595-0 | 2022年7月15日  | ISBN 978-626-316910-4 |
| 6    | 2021年9月6日  | ISBN 978-4-06-524754-9 | 2022年8月12日  | ISBN 978-626-338184-1 |
| 7    | 2022年3月4日  | ISBN 978-4-06-527060-8 | 2023年1月17日  | ISBN 978-626-338906-9 |
| 8    | 2022年8月5日  | ISBN 978-4-06-528810-8 | 2023年6月16日  | ISBN 978-626-356781-8 |
| 9    | 2023年1月6日  | ISBN 978-4-06-530398-6 | 2023年12月15日 | ISBN 978-626-377360-8 |
| 10   | 2023年5月8日  | ISBN 978-4-06-531894-2 | 2024年1月19日  | ISBN 978-626-377517-6 |
| 11   | 2023年9月6日  | ISBN 978-4-06-533003-6 | 2025年1月17日  | ISBN 978-626-403403-6 |
| 12   | 2024年2月6日  | ISBN 978-4-06-534600-6 |                |                       |
| 13   | 2024年7月5日  | ISBN 978-4-06-536272-3 |                |                       |
| 14   | 2024年12月6日 | ISBN 978-4-06-537900-4 |                |                       |
| 15   | 2025年4月4日  | ISBN 978-4-06-539224-9 |                |                       |

## 電視動畫
2021年9月6日，宣佈將獲改編為電視動畫。

### 主題曲
片頭曲
作曲、主唱：Kroi，作詞：內田憐央
片尾曲
作曲、主唱：KOTORI，作詞：橫山優也

### 各話列表
| 話數   | 日文標題 | 中文標題                                     | 劇本       | 分鏡                   | 演出       | 作畫監督 | 總作畫監督                                                                                        | 首播日期       |
| ------ | -------- | -------------------------------------------- | ---------- | ---------------------- | ---------- | --- | ------------------------------------------------------------------------------------------------- | -------------- |
| 第1話  |          | 隨便扔塊石頭都能打中忍者                     | 大知慶一郎 | 桑原智                 | 武藤公春   | 片岡惠美子、、服部益實 齊藤和也、中西浩司、古佐小吉重 Park yeong-hee、Han eun-mi、繆龍根                                                                        | 氏家章雄、岩崎令奈 石川晉吾、本田敬一 、Song hyeon-ju                                             | 2023年 10月5日 |
| 第2話  |          | 我想成為忍者                                 | 大知慶一郎 | 桑原智                 | 川西泰二   | 古佐小吉重、齊藤和也、前田園香 大橋圭、、Shin Sung-min Kim Bong- duk、Ko Yu-il、Cho Mi-jeong                                                                    | 氏家章雄、岩崎令奈 石川晉吾、大橋圭                                                               | 10月12日       |
| 第3話  |          | 胸部是靠近又遙遠的存在                       | 大知慶一郎 | 桑原智                 | 松島未惠   | 齊藤和也、古佐小吉重 Hwang young-sik、Choi jong-gih Kim hee-gang、Lee jun-jong                                                                                  | 氏家章雄、岩崎令奈 石川晉吾、本田敬一 Park ki-deok、                                              | 10月19日       |
| 第4話  |          | 你知道忍者的規矩吧？                         | 大知慶一郎 | 茅原渡                 | 山下悟     | Go yu-il、Cho mi-jeong Park ae-ri | 氏家章雄、岩崎令奈 石川晉吾、古佐小吉重 Lee jun-jong                                              | 10月26日       |
| 第5話  |          | “雲隱”是日本最常見姓氏排行榜的前十名（假的） | 大知慶一郎 | 、桑原智               | 松井信太郎 | 中西浩司、小西有沙 上野千尋、 白井紅羽、佐藤好 小林冴子、田中亞希子 前田園香、 Choi eun-yeong、Im jin-uk、Lee jun-jong 北京寫樂美術藝術品有限公司               | 氏家章雄、岩崎令奈 石川晉吾                                                                       | 11月2日        |
| 第6話  |          | 地獄之門已經打開了                           | 大知慶一郎 | 桑原智                 | 蟹久保朱真 | 上野千尋、古佐小吉重 中西浩司、服部益實 Shin sung-min Kim hyun-kyung、Ko Yu-il                                                                                  | 氏家章雄、岩崎令奈 石川晉吾、高橋信也                                                             | 11月9日        |
| 第7話  |          | 喵喵，喵喵，喵喵喵喵喵？                     | 大知慶一郎 | 上间由梨               | 上间由梨   | 中西浩司、Park ki-duk Park ae-lee、Song hyun-ju Kim yu-sun、Ha seung-hee Han eun-mi、Kim ran-yeong                                                              | 氏家章雄、岩崎令奈 石川晉吾、高橋信也 古佐小吉重、Song hyeon-ju                                   | 11月16日       |
| 第8話  |          | 我要將地面上的忍者全都消滅                   | 大知慶一郎 | 小西有沙、桑原智       | 武藤公春   | 宮崎輝、前田園香 高橋信也、Cho mi-jeong Kim hui-jeong、Go yu-il Kim bong-deok                                                                                   | 氏家章雄、岩崎令奈 石川晉吾、大橋圭 古佐小吉重、Park ki-duk Lim Ji-hyeon                          | 11月23日       |
| 第9話  |          | 我會在忍者的歷史上留名                       | 大知慶一郎 | 茅原渡、荻達魚、桑原智 | 山下悟     | Hwang young-sik、Hong mi-gyeong Park soo-in、趙小川 徐超、陳玲玲、姜海華 Kim yeong-seop、上野千尋 小林冴子、谷口亞希子 前田園香、小西有沙 中西浩司、古佐小吉重  | 氏家章雄、岩崎令奈 石川晉吾、山下悟 白井紅羽                                                      | 11月30日       |
| 第10話 |          | 少女的胸部可是很珍貴的                       | 大知慶一郎 | 、桑原智               | 前園文夫   | 上野千尋、大橋圭 小西有沙、小林冴子 谷口亞希子、中西浩司 高橋信也、Go yu-il Kin hyeon-gyeong、Jo mi-jeong Zhao Xiao Chuan、Xu Chao Chen Lingling、Jiang Hai Hua | 氏家章雄、岩崎令奈 石川晉吾、佐藤好 白井紅羽、山下悟 Park ki-duk                                  | 12月7日        |
| 第11話 |          | 九郎終於拿起刀了                             | 大知慶一郎 | 、桑原智               | 松島未惠   | 中西浩司、谷口亞希子 Hwang young-sik、Hong mi-gyeong Lee gyeoung-soon                                                                                           | 氏家章雄、岩崎令奈 石川晉吾、大橋圭 Park gi-doku                                                  | 12月14日       |
| 第12話 |          | 像往常那般謹慎處理                           | 大知慶一郎 | 桑原智                 | 川西泰二   | 谷口亚希子、小林冴子 小西有纱、Cho mi-jeong、Go yu-il 北京晟缘映画文化传播有限责任公司                                                                          | 氏家章雄、岩崎令奈 石川晉吾、大桥圭 佐藤好、上野千寻 高桥信也、山下悟 、Lee jun-jong Kim hee-gang | 12月21日       |

## 真人電影
2024年4月1日於當日販賣的《週刊Young Magazine》18號中發布將改編為真人電影。於2025年1月24日上映。

### 演員列表
- 雲隠九郎：山崎賢人
- 野口彩花：濱邊美波
- 加藤：間宮祥太朗[6]
- 鈴木：白石麻衣[6]
- 猿田：岡山天音[7]
- 山田美月：山本千尋[7]
- 蜂谷紫音：宮世琉彌[7]
- 瑛太：坂口涼太郎[7]
- 主事：平田滿[7]
- 大野：室剛[8]
- 川戶愛：木南晴夏[8]
- 班導：長谷川忍[8]
- 吉田昭和：佐藤二朗[8]
- 小津：前原滉[9]
- 小峠：森日菜美[9]
- 東：山時聰真[9]
- 野邊地：柾木玲彌[9]
- 佐藤：野内まる[9]
- 便所飯的學生：小倉史也
- 教頭：野添義弘
- 野口母親：映美倉良
- 野口父親：佐藤正和
- 便利商店的阿姨：村岡希美
- アレクセイ：Nihi
- UN：津田健次郎（声）[9]

### 製作團隊
- 原作：花澤健吾《地下忍者》（講談社「週刊Young Magazine」連載）
- 劇本・導演：福田雄一
- 配樂：瀨川英史
- 主題曲：Creepy Nuts「doppelgänger」（Sony Music Labels）[10]
- 製作人：若松央樹、大澤惠、松橋真三、鈴木大造
- 製作公司：「地下忍者」製作委員會
- 發行商：東寶

## 外部連結
- 官方網站（日語）
- 電視動畫官方網站（日語）
- 地下忍者的X（前Twitter）
- 電影官方網站（日語）
- 電影的X（前Twitter）
- 電影的Instagram帳戶